# Стрелки (Львовский район)
Стрелки (укр. Стрілки) — село в Бобрской городской общине Львовского района Львовской области Украины.
Население по переписи 2001 года составляло 551 человек. Занимает площадь 2,68 км². Почтовый индекс — 81221. Телефонный код — 3263.